# Nemorilla appendiculata
Nemorilla appendiculata là một loài ruồi trong họ Tachinidae.